# 最教寺 (八王子市)
最教寺（さいきょうじ）は日本の東京都八王子市にある日蓮宗の寺院。
仙能院日崇が池之端に道場を構えたことに始まる。病気になった千姫のために徳川秀忠から祈祷を命じられ、効果があったことから土地を与えられた。千姫の法号、天樹院殿栄誉源法松山にちなんで天松山と号し開山。しかし安政の大地震で倒壊、関東大震災でも倒壊した。1964年には環状7号線用地となったため八王子に移転した。